# Плава дивизија
Плава дивизија (шп. División Azul), такође позната и као 250. пешадијска дивизија, била је јединица шпанских добровољаца која је ратовала на немачкој страни током Другог светског рата, углавном на Источном фронту.

## Порекло
Иако генералисимус Франциско Франко није ушао у рат на страни нацистичке Немачке, дозволио је ступање шпанских добровољаца у немачки Вермахт. На овај начин могао је да одржи неутралност Шпаније и да истовремено узврати Хитлеру услугу за подршку током Шпанског грађанског рата. Шпански министар иностраних послова Рамон Серано Суњер, (Ramón Serrano Súñer) предложио је формирање шпанског добровољачког корпуса па је на почетку операције Барбароса Франко послао званичну понуду за помоћ Берлину.
Хитлер је 24. јуна 1941. године одобрио пријем шпанских добровољаца у немачку војску. Добровољци су се пријављивали у регрутним центрима у свим већим градовима Шпаније. Међу добровољцима је био велики број кадета из официрске школе у Сарагоси. Шпанска влада је првобитно била спремна да пошаље 4.000 људи али је убрзо постало јасно да се пријавило довољно добровољаца за формирање комплетне дивизије (укупно 18.104 човека, од којих 2.612 официра и 15.492 војника) – према процени немачког амбасадора у Шпанији, број добровољаца био је довољан за оснивање 40 дивизија.
Педесет процената официра су били професионални војници од којих су многи били ветерани из грађанског рата. Велики број добровољаца били су припадници Фаланге (Шпанске фашистичке партије). Други, као што је Луис Гарсија Барланга (који је касније постао познати филмски режисер), пријавили су се упркос својој левој оријентацији, како би олакшали положај својих рођака у Франковим затворима.
Генерал Агустин Муњос Грандес одређен је за команданта добровољачке јединице. Због тога што војници нису могли да користе званичну униформу шпанске војске, осмишљена је нова униформа која се састојала од црвене беретке Карлиста, каки панталона које је користила Шпанска Легија и плавих кошуља какве су носили Фалангисти – отуда и назив „Плава дивизија“. Ова униформа носила се само на одсуству у Шпанији док су шпански добровољци на фронту носили стандардну пешадијску униформу Вермахта која је на десном рукаву имала штит у бојама шпанске заставе на којем је писало Шпанија.

## Борбена историја

### Немачка: обука и организација дивизије
13. јула 1941. године из Мадрида је кренуо први воз са добровољцима за Графенвер у Баварској где је спроведена додатна обука у трајању од пет недеља. Јединица шпанских добровољаца уврштена је у немачку копнену војску Хер као 250. пешадијска дивизија која је била састављена од четири пука. Према стандардном немачком моделу људство из једног од ова четири пука било је распоређено у преостала три пука која су према градовима из којих је дошао највећи део добровољаца, носили имена Барселона, Валенсија и Севиља. Сваки пук имао је три батаљона са по четири чете. Дивизија је располагала са артиљеријским пуком сачињеним од три батерије топова калибра 150 mm и једном батеријом тешких топова. Од добровољаца авијатичара формирана је „Плава ескадрила“, наоружана са немачким авионима Месершмит Ме-109 и Фоке Вулф ФВ-190 која је током рата постигла 156 победа над совјетским пилотима.

### На Руском фронту (август-октобар 1941)
Након што су њени припадници 20. августа положили измењену заклетву у којој се обавезују на борбу против комунизма, Плава дивизија распоређена је на борбене дужности. Првобитно је била додељена немачкој Групи армија Центар која је напредовала у правцу Москве. Дивизија је транспортована возом до Сувлакија у Пољској (28. августа) одакле је кренула пешке на марш дуг 900 km. Било је планирано да дивизија на путу ка Москви прође кроз градове Гродно (Белорусија), Лида (Белорусија), Вилњус (Литванија), Молодезно (Белорусија), Минск (Белорусија), Орша (Русија) и Смоленск. Док се налазила у близини Смоленска, Плава дивизија је 26. септембра додељена Групи армија Север, која се приближавала Лењинграду и упућена је у Витебск као део немачке 16. армије.

### Волхов (октобар 1941-август 1942)
Дивизија је прво распоређена на Волкошком фронту док јој се штаб налазио у Григорову у предграђу Новгорода. Била је задужена за део фронта дужине 50 km јужно и северно од Новгорода, дуж обале реке реке Волхов и језера Иљмењ.

### Лењинград (август 1942-октобар 1943)
У августу 1942. године дивизија је пребачена северније на југоисточни крак обруча око Лењинграда, јужно од Неве близу Пушкина, Колпина и Красног бора у рејону реке Ижора.
Плава дивизија дуго је дејствовала у рејону Лењинграда и претрпела је велике губитке не само од дејстава Црвене армије већ и због дуге и хладне зиме. Франко је наставио са слањем добровољаца тако да је кроз ову дивизију прошло преко 45.000 шпанских војника који су ратовали на Источном фронту. Они су одликовани и шпанским и немачким одликовањима, а Плава дивизија је била једина дивизија којој је додељена медаља коју је установио лично Адолф Хитлер.
После распада немачке линије фронта до које је дошло после Битке за Стаљинград, ситуација на фронту се погоршала због чега је већи део немачких трупа упућен на јужни крак фронта. У то време, команду над Плавом дивизијом преузео је генерал Емилио Естебан Инфантес (Emilio Esteban Infantes).

### Распуштање и Плава легија
Савезници су вршили велики притисак на Франка да повуче своје људе. Франко, који је преговоре са савезницима започео на пролеће 1943. год. 10. октобра исте године издао је наређење за повлачење Плаве дивизије. До тада, Плава дивизија је изгубила 4.954 војника док је 8.700 било рањено. Такође, 372 припадника Плаве дивизије, Плаве легије и Шпанске добровољачке СС 101. чете заробљено је од стране Руса. Од овог броја 286 је задржано у заробљеништву до 2. априла 1954. године када су враћени у Шпанију бродом Семирамис Црвеног крста.
Неки шпански војници одбили су да се врате због чега је Франко дао незваничну дозволу за њихово даље учествовање у борбама под условом да њихов број не пређе 1.500 људи – у стварности овај број је био ближи цифри од 3.000. Шпанци су такође ступали и у немачке јединице, углавом у Вафен-СС. Нове јединице заједно су назване Плава легија (Legión Azul).
Шпански добровољци су званично били у саставу немачке 121. пешадијске дивизије, али је чак и њима било наређено у марту 1944. године да се врате кући што је и учињено 21. марта исте године. Преостали добровољци интегрисани су у немачке јединице.
Водови Шпанаца служили су у немачкој 3. брдској дивизији и 357. пешадијској дивизији. Једна јединица послата је у Литванију. Две чете су додељене немачком пуку Бранденбург и 121. пешадијској дивизији који су се у Југославији борили против Титових партизана. Педесет Шпанаца послати су да се боре у Пиринејима против припадника француског покрета отпора.
101. СС чета, састављена од 140 шпанских добровољаца била је у саставу 28. СС добровољачке гренадирске дивизије „Валонци“ која се борила у Померанији. Касније се ова чета, у саставу 11. СС добровољчке оклопно-гренадирске дивизије „Нордланд“ борила под командом СС хаупштумфирера Мигела Ескера (Miguel Ezquerra) током битке за Берлин.
Војни допринос Плаве дивизије је у великој диспропорцији са њеном скромном снагом. Војници и официри Плаве дивизије одликовани су са два Витешка крста (један са храстовим лишћем), два Златна крста, 138 Гвоздених крстова I класе, 2.359 Гвоздених крстова II класе и 2.216 Крстова за ратне заслуге са мачевима.

## Крст Св. Софије од Новгорода
2004. године шпанска влада вратила је крст са православне катедрале Св. Софије граду Новгороду. Крст је пао током Другог светског рата за време једног од многобројних гранатирања са катедрале у којој се у том тренутку налазио штаб Плаве дивизије. Крст је однет у Шпанију, прво у Бургос, а затим у Инжењеријску академију Шпанске војске у месту Хојо де Манзанарес у близини Мадрида.